# Dysmicoccus lasii
Dysmicoccus lasii är en insektsart som först beskrevs av Cockerell 1896.  Dysmicoccus lasii ingår i släktet Dysmicoccus och familjen ullsköldlöss. Inga underarter finns listade i Catalogue of Life.